# اسکاتس فلت (کالیفرنیا)
اسکاتس فلت (به انگلیسی: Scotts Flat) یک منطقه ثبت‌نشده در شهرستان نوادا، ایالت کالیفرنیا است. این منطقه در ارتفاع ۹۴۳ متری (۳۰۹۴ فیت) از سطح دریا قرار دارد. اسکاتس فلت در فاصله ۹٫۷ کیلومتری بلومفیلد شمالی واقع شده‌است.